# Szkolnictwo wojskowe Sił Zbrojnych III RP
Szkolnictwo wojskowe Sił Zbrojnych III RP

## Stan szkolnictwa wojskowego w 1990
Siły Zbrojne Rzeczypospolitej Polskiej odziedziczyły po Siłach Zbrojnych Polskiej Rzeczypospolitej Ludowej rozbudowany system szkolnictwa wojskowego dostosowany do potrzeb blisko 300 tysięcznego wojska. Wśród szkół różnego typu znajdowało się aż 16 uczelni, w tym 5 akademii wojskowych i 11 wyższych szkół oficerskich. Praktycznie każdy rodzaj wojsk i część służb miały wyższą szkołę oficerską swojej specjalności. Szkoły te prezentowały zróżnicowany poziom, który znacznie odbiegał od standardów cywilnego szkolnictwa wyższego, na co zasadniczy wpływ miała ustawa o wojskowym szkolnictwie wyższym umożliwiająca obsadzanie stanowisk naukowo-dydaktycznych kadrą nie posiadającą odpowiednich stopni i tytułów naukowych. Stąd też, pomimo że szkoły oficerskie funkcjonowały ponad 20 lat, to ich potencjał naukowy był słaby i ograniczał się do 2-3 wojskowych samodzielnych pracowników naukowo-dydaktycznych w szkole. Istniejące niedobory uzupełniano kadrą naukową o "zbliżonych" specjalnościach z uczelni cywilnych.
Szkolnictwo wojskowe posiadało również 21 szkół chorążych, 19 szkół podoficerskich, szkoły podchorążych rezerwy przy wyższych szkołach oficerskich i jednostkach wojskowych oraz centra i ośrodki szkolenia prowadzące różnorodne kursy doskonalące dla kadry zawodowej. Istniało również kilka wojskowych liceów ogólnokształcących przygotowujących potencjalnych kandydatów do zawodowej służby wojskowej.
Akademie wojskowe
- Akademia Sztabu Generalnego im. gen. broni Karola Świerczewskiego – Rembertów
- Akademia Marynarki Wojennej – Gdynia
- Wojskowa Akademia Techniczna im. Jarosława Dąbrowskiego – Warszawa
- Wojskowa Akademia Medyczna im. gen. dyw. prof. dr med. Bolesława Szareckiego – Łódź
- Wojskowa Akademia Polityczna im. Feliksa Dzierżyńskiego – Warszawa

Wyższe szkoły oficerskie
- Wyższa Szkoła Oficerska Wojsk Zmechanizowanych im. Tadeusza Kościuszki – Wrocław
- Wyższa Szkoła Oficerska Wojsk Pancernych im. Stefana Czarnieckiego  – Poznań
- Wyższa Szkoła Oficerska Wojsk Rakietowych i Artylerii im. gen. Józefa Bema – Toruń
- Wyższa Szkoła Oficerska Wojsk Obrony Przeciwlotniczej im. por. Mieczysława Kalinowskiego – Koszalin
- Wyższa Szkoła Oficerska Wojsk Inżynieryjnych im. gen. Jakuba Jasińskiego – Wrocław
- Wyższa Szkoła Oficerska Wojsk Chemicznych im. Stanisława Ziaji – Kraków
- Wyższa Szkoła Oficerska Wojsk Łączności im. płk. Bolesława Kowalskiego – Zegrze
- Wyższa Szkoła Oficerska Służb Kwatermistrzowskich im. Mariana Buczka – Poznań
- Wyższa Oficerska Szkoła Samochodowa im. gen. bryg. Aleksandra Waszkiewicza – Piła
- Wyższa Oficerska  Szkoła Radiotechniczna kpt. Sylwestra Bartosika – Jelenia Góra
- Wyższa Oficerska Szkoła Lotnicza im. Jana Krasickiego – Dęblin

Szkoły chorążych

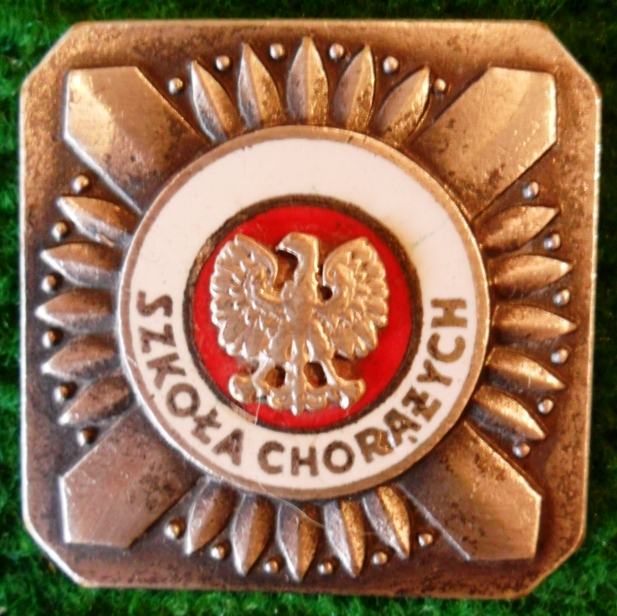
Odznaka noszona przez absolwentów Szkoły Chorążych

- Szkoła Chorążych Wojsk Zmechanizowanych – Elbląg
- Szkoła Chorążych Wojsk Pancernych – Poznań
- Szkoła Chorążych Służby Czołgowo-Samochodowej – Piła
- Szkoła Chorążych Wojsk Rakietowych i Artylerii – Toruń
- Szkoła Chorążych Wojsk Obrony Przeciwlotniczej – Koszalin
- Szkoła Chorążych Wojsk Inżynieryjnych i Komunikacji Wojskowej – Wrocław
- Szkoła Chorążych Wojsk Chemicznych – Kraków
- Szkoła Chorążych Wojsk Łączności im. Marcelego Nowotki – Legnica
- Szkoła Chorążych Personelu Latającego Wojsk Lotniczych – Dęblin
- Szkoła Chorążych Personelu Technicznego Wojsk Lotniczych – Oleśnica
- Szkoła Chorążych Personelu Technicznego Wojsk Lotniczych – Zamość
- Szkoła Chorążych Wojsk Radiotechnicznych – Jelenia Góra
- Szkoła Chorążych Marynarki Wojennej – Gdynia
- Szkoła Chorążych Wojsk Ochrony Pogranicza – Kętrzyn
- Szkoła Chorążych Politycznych – Łódź
- Szkoła Chorążych Wojskowej Służby Wewnętrznej – Mińsk Mazowiecki
- Szkoła Chorążych Służb Kwatermistrzowskich – Poznań
- Szkoła Chorążych Wojskowej Służby Topograficznej – Toruń
- Szkoła Chorążych Służby Uzbrojenia i Elektroniki – Olsztyn
- Szkoła Chorążych Służby Zakwaterowania i Budownictwa – Giżycko
- Szkoła Chorążych Administracji Wojskowej – Łódź

Podoficerskie szkoły zawodowe

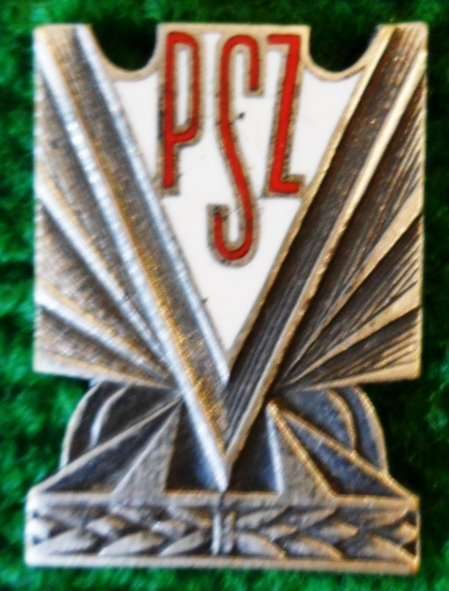
Odznaka noszona przez absolwentów Podoficerskiej Szkoły Zawodowej

- Podoficerska Szkoła Zawodowa im. Rodziny Nalazków (1960-1993) – Elbląg
- Podoficerska Szkoła Zawodowa Wojsk Pancernych – Poznań
- Podoficerska Szkoła Zawodowa Wojsk Rakietowych i Artylerii – Toruń
- Podoficerska Szkoła Zawodowa Wojsk Obrony Przeciwlotniczej – Koszalin
- Podoficerska Szkoła Zawodowa Wojsk Inżynieryjnych
- Podoficerska Szkoła Zawodowa Wojsk Chemicznych
- Podoficerska Szkoła Zawodowa Wojsk Łączności – Legnica
- Podoficerska Szkoła Zawodowa Marynarki Wojennej – Ustka
- Podoficerska Szkoła Zawodowa Wojsk Rakietowych OPK – Bemowo Piskie
- Podoficerska Szkoła Zawodowa Wojsk Radiotechnicznych – Chorzów
- Podoficerska Szkoła Zawodowa Wojsk Kolejowych i Drogowych
- Podoficerska Szkoła Zawodowa Służby Czołgowo-Samochodowej
- Podoficerska Szkoła Zawodowa Służby Uzbrojenia i Elektroniki
- Podoficerska Szkoła Zawodowa Służb Kwatermistrzowskich
- Podoficerska Szkoła Zawodowa Służby Zakwaterowania i Budownictwa
- Podoficerska Szkoła Zawodowa Wojskowej Służby Zdrowia – Łódź
- Podoficerska Szkoła Zawodowa Administracji Wojskowej – Łódź
- Podoficerska Szkoła Zawodowa Wojskowej Służby Wewnętrznej – Mińsk Mazowiecki
- Podoficerska Szkoła Zawodowa Wojsk Ochrony Pogranicza

Centra i ośrodki szkolenia
- Centralny Ośrodek Szkolenia Specjalistów Technicznych Wojsk Lotniczych im. gen. Walerego Wróblewskiego - Oleśnica

- Centralny Ośrodek Szkolenia Wojsk Lądowych im. Rodziny Nalazków – Elbląg
- Centralny Ośrodek Szkolenia Wojsk Łączności im. Marcelego Nowotki – Legnica
- Centralny Ośrodek Szkolenia Służby Uzbrojenia i Elektroniki im. por. Walerego Bagińskiego i ppor. Antoniego Wieczorkiewicza – Olsztyn
- Centrum Szkolenia Specjalistów Marynarki Wojennej – Ustka
- Centralny Ośrodek Szkolenia Wojskowej Służby Wewnętrznej im. Feliksa Dzierżyńskiego – Mińsk Mazowiecki
- Centrum Szkolenia Łączności i Informatyki
- Centrum Szkolenia Inżynieryjno-Lotniczego
- Centrum Szkolenia Wojsk Lądowych im. Stefana Czarnieckiego w Poznaniu
- Wojskowe Studium Nauczania Języków Obcych – Łódź

Szkoły podchorążych rezerwy
- Szkoła Podchorążych Rezerwy w Wyższej Szkole Oficerskiej Wojsk Zmechanizowanych – Wrocław
- Szkoła Podchorążych Rezerwy w Wyższej Szkole Oficerskiej Wojsk Pancernych – Poznań
- Szkoła Podchorążych Rezerwy w Wyższej Szkole Oficerskiej Wojsk Rakietowych i Artylerii – Toruń
- Szkoła Podchorążych Rezerwy w Wyższej Szkole Oficerskiej Wojsk Obrony Przeciwlotniczej – Koszalin
- Szkoła Podchorążych Rezerwy w Wyższej Oficerskiej Szkole Radiotechnicznej – Jelenia Góra
- Szkoła Podchorążych Rezerwy w Wyższej Szkole Oficerskiej Wojsk Łączności – Zegrze
- Szkoła Podchorążych Rezerwy w Centrum Szkolenia Służby Uzbrojenia i Elektroniki – Olsztyn

Szkoły wojskowe dla małoletnich
- Ogólnokształcące Liceum Lotnicze im. F. Żwirki i S. Wigury w Dęblinie
- Liceum Lotnicze w Zielonej Górze
- Wojskowe Liceum Muzyczne w Gdańsku
- Ogólnokształcące Liceum Wojskowe w Częstochowie
- Ogólnokształcące Liceum Wojskowe w Olsztynie
- Ogólnokształcące Liceum Wojskowe im. por. Ryszarda Kuleszy w Toruniu
- Ogólnokształcące Liceum Wojskowe we Wrocławiu
- Ogólnokształcące Liceum Wojskowe w Lublinie

## Reorganizacja szkolnictwa wojskowego w latach 1990-1999
Już w 1990 wprowadzono pierwsze zmiany w systemie szkolnictwa wojskowego. Rozwiązano Wojskową Akademię Polityczną oraz przekształcono Akademię Sztabu Generalnego w Akademię Obrony Narodowej. Zlikwidowano Wyższą Szkołę Oficerską Wojsk Chemicznych w Krakowie, którą połączono z Wyższą Szkołą Oficerską Wojsk Inżynieryjnych we Wrocławiu i utworzono Wyższą Szkołę Oficerską Inżynierii Wojskowej.
W następnych latach trwały intensywne prace nad koncepcjami reformy szkolnictwa wojskowego. W 1992 rozformowano Wyższą Szkołę Oficerską Wojsk Pancernych w Poznaniu i Wyższą Oficerską Szkołę Samochodową w Pile. Szkolenie oficerów wojsk pancernych przejęła Wyższa Szkoła Oficerska Wojsk Zmechanizowanych we Wrocławiu, a oficerów służby samochodowej Wojskowa Akademia Techniczna w Warszawie.
W 1994, w ramach kompleksowej reorganizacji szkół oficerskich, utworzono Wyższą Szkołę Oficerską im. Stefana Czarnieckiego w Poznaniu i ponownie przeniesiono tam kształcenie oficerów wojsk pancernych. Utworzenie tej szkoły spowodowało likwidację Wyższej Szkoły Oficerskiej Służb Kwatermistrzowskich w Poznaniu. We Wrocławiu połączono Wyższą Szkołę Oficerską Wojsk Zmechanizowanych z Wyższą Szkołą Oficerską Inżynierii Wojskowej tworząc Wyższą Szkołę Oficerską im. Tadeusza Kościuszki. Wyższą Szkołę Oficerską Wojsk Rakietowych i Artylerii przeformowano w Wyższą Szkołę Oficerską im. Józefa Bema. Jednocześnie zlikwidowano Wyższą Szkołę Oficerską Wojsk Obrony Przeciwlotniczej w Koszalinie i Wyższą Oficerską Szkołę Radiotechniczną w Jeleniej Górze. Kształcenie oficerów w tych specjalnościach przejęła Wojskowa Akademia Techniczna. W 1997 rozwiązana została Wyższa Szkoła Oficerska Wojsk Łączności w Zegrzu. Kształcenie oficerów łączności podjęła Wojskowa Akademia Techniczna.
W wyniku zmian przeprowadzonych w latach 90. liczba wojskowych uczelni wyższych zmniejszyła się o połowę z 16 do 8, z tego akademii wojskowych z 5 do 4, a szkół oficerskich z 11 do 4.
Zmiany objęły również szkoły chorążych i podoficerskie szkoły zawodowe. Zmniejszenie liczby szkół oficerskich pociągnęło za sobą likwidację części szkół chorążych. Ich liczba zmniejszyła się o połowę z 21 do 11. Redukcja armii spowodowała rozformowanie części podoficerskich szkół zawodowych. Z 19 szkół zostało tylko 10. Rozwiązano prawie wszystkie licea wojskowe pozostawiając tylko Ogólnokształcące Liceum Lotnicze w Dęblinie.

## Stan szkolnictwa wojskowego w 2000
Akademie wojskowe
- Akademia Obrony Narodowej – Warszawa
- Akademia Marynarki Wojennej – Gdynia
- Wojskowa Akademia Techniczna im. Jarosława Dąbrowskiego – Warszawa
- Wojskowa Akademia Medyczna im. gen. dyw. prof. dr med. Bolesława Szareckiego – Łódź

Wyższe szkoły oficerskie
- Wyższa Szkoła Oficerska im. Tadeusza Kościuszki – Wrocław
- Wyższa Szkoła Oficerska im. Stefana Czarnieckiego – Poznań
- Wyższa Szkoła Oficerska im. Józefa Bema – Toruń
- Wyższa Szkoła Oficerska Sił Powietrznych – Dęblin

Szkoły chorążych
- Szkoła Chorążych Wojsk Lądowych – Poznań
- Szkoła Chorążych Wojsk Rakietowych i Artylerii – Toruń
- Szkoła Chorążych Wojsk Obrony Przeciwlotniczej – Koszalin
- Szkoła Chorążych Wojsk Inżynierii Wojskowej – Wrocław
- Szkoła Chorążych Wojsk Łączności i Informatyki – Zegrze
- Szkoła Chorążych Lotnictwa – Dęblin
- Szkoła Chorążych Marynarki Wojennej
- Szkoła Chorążych Personelu Technicznego Wojsk Lotniczych – Oleśnica
- Szkoła Chorążych Radiolokacji i Systemów Dowodzenia – Jelenia Góra
- Szkoła Chorążych Specjalistów Czołgowo-Samochodowych – Piła
- Szkoła Chorążych Specjalistów Uzbrojenia i Elektroniki – Olsztyn

Podoficerskie szkoły zawodowe
- Podoficerska Szkoła Zawodowa Wojsk Lądowych
- Podoficerska Szkoła Zawodowa Wojsk Rakietowych i Artylerii
- Podoficerska Szkoła Zawodowa Obrony Przeciwlotniczej
- Podoficerska Szkoła Zawodowa Inżynierii Wojskowej
- Podoficerska Szkoła Zawodowa Wojsk Łączności
- Podoficerska Szkoła Zawodowa Marynarki Wojennej
- Podoficerska Szkoła Zawodowa Specjalistów Czołgowo-Samochodowych
- Podoficerska Szkoła Zawodowa Specjalistów Uzbrojenia i Elektroniki
- Podoficerska Szkoła Zawodowa Specjalistów Radiotechnicznych
- Podoficerska Szkoła Zawodowa Specjalistów Technicznych Wojsk Lotniczych

Centra szkolenia
- Centrum Szkolenia Wojsk Lądowych – Drawsko Pomorskie
- Centrum Szkolenia Wojsk Lądowych i Logistyki – Poznań
- Centrum Szkolenia Wojsk Rakietowych i Artylerii – Poznań
- Centrum Szkolenia Obrony Przeciwlotniczej – Koszalin
- Centrum Szkolenia Łączności i Informatyki – Zegrze
- Centrum Szkolenia Inżynieryjno-Lotniczego – Oleśnica
- Centrum Szkolenia Marynarki Wojennej im. Józefa Unruga – Ustka
- Centrum Szkolenia Czołgowo-Samochodowego – Piła
- Centrum Szkolenia Radioelektronicznego – Jelenia Góra
- Centrum Szkolenia Uzbrojenia i Elektroniki – Olsztyn
- Wojskowe Centrum Szkolenia dla Potrzeb Sił Pokojowych ONZ – Kielce

Szkoły podchorążych rezerwy
- Szkoła Podchorążych Rezerwy w Wyższej Szkole Oficerskiej im. Tadusza Kościuszki – Wrocław
- Szkoła Podchorążych Rezerwy w Wyższej Szkole Oficerskiej im. Stefana Czarnieckiego – Poznań
- Szkoła Podchorążych Rezerwy w Wyższej Szkole Oficerskiej im. Jóżefa Bema – Toruń
- Szkoła Podchorążych Rezerwy przy Centrum Szkolenia Obrony Przeciwlotniczej – Koszalin
- Szkoła Podchorążych Rezerwy przy Centrum Szkolenia Łączności i Informatyki – Zegrze
- Szkoła Podchorążych Rezerwy przy Centrum Szkolenia Radiotechnicznego – Jelenia Góra
- Szkoła Podchorążych Rezerwy przy Centrum Szkolenia Inżynieryjno-Lotniczego – Oleśnica
- Szkoła Podchorążych Rezerwy przy Centrum Szkolenia Uzbrojenia i Elektroniki – Olsztyn
- Szkoła Podchorążych Rezerwy przy Centrum Szkolenia Czołgowo-Samochodowgo – Piła

Szkoły wojskowe dla małoletnich
- Ogólnokształcące Liceum Lotnicze im. F. Żwirki i S. Wigury w Dęblinie

## Reorganizacja szkolnictwa wojskowego w latach 2000-2010
W 2000 Departament Nauki i Szkolnictwa Wojskowego MON przygotował koncepcję reorganizacji szkolnictwa wojskowego. Polegała
ona likwidacji do 2006 wszystkich akademii i wyższych szkół oficerskich. Zamiast tych szkół miała być utworzona jedna zintegrowana uczelnia – Uniwersytet Obrony Narodowej (UON) z miejscowymi wydziałami strategiczno-obronnym i technicznymi oraz wydziałami zamiejscowymi: lekarskim w Łodzi, wojsk lądowych w Poznaniu, lotniczym w Dęblinie oraz morskim w Gdyni. Koncepcja ta nie została przyjęta do realizacji.
We wrześniu 2002 rozwiązano Wojskową Akademię Medyczną w Łodzi, Wyższą Szkołę Oficerską im. Stefana Czarnieckiego w Poznaniu oraz
Wyższą Szkołę Oficerską im. gen. Józefa Bema w Toruniu. Jednocześnie przekształcono Wyższą Szkołę Oficerską im. Tadeusza Kościuszki
w Wyższą Szkołę Oficerską Wojsk Lądowych we Wrocławiu z wydziałami zamiejscowymi w Poznaniu i Toruniu.
W grudniu 2003 Departament Kadr i Szkolnictwa Wojskowego MON przygotował kolejną koncepcję reformy szkolnictwa. Przewidywała ona
trzy warianty. W pierwszym – struktura i zadania szkolnictwa wojskowego pozostawały bez zmian. W drugim przewidywano
utworzenie wydziału marynarki wojennej w Akademii Obrony Narodowej. W trzecim wyższe szkoły oficerskie i Akademia Marynarki Wojennej
miały zostać przekształcone w centra szkolenia. Wojskowa Akademia Techniczna miała zostać uczelnią cywilną, a Wydział Techniki Wojskowej WAT planowano włączyć do Akademii Obrony Narodowej.
Po wejściu w życie ustawy Prawo o szkolnictwie wyższym we wrześniu 2005 rozpoczęto prace nad dalszymi zmianami w szkolnictwie wojskowym. Ustawa ta zniosła rozdzielność szkolnictwa wojskowego i cywilnego wprowadzając jednolite standardy kształcenia. Ponownie powrócono do koncepcji utworzenia Uniwersytetu Obrony Narodowej. Uczelnia ta miała powstać w wyniku połączenia istniejących uczelni wojskowych. Uniwersytet Obrony Narodowej miał zatrudniać ponad 1100 nauczycieli akademickich, w tym: 120 mających tytuł naukowy profesora, 140 stopień naukowy doktora habilitowanego oraz 600 ze stopniem doktora. Miała ona kształcić na 22 kierunkach oraz mieć uprawnienia do nadawania stopnia doktora habilitowanego w trzynastu dyscyplinach, a doktora w osiemnastu. Brak zrozumienia założeń reformy ze strony nowego kierownictwa MON z Ministrem ON Aleksandrem Szczygłą na czele spowodował, że i tym razem została ona odrzucona. W 2007 przyjęto wariant zachowawczy utrzymując trzy akademie i dwie szkoły oficerskie, które nie spełniały większości wymagań Prawa o szkolnictwie wyższym.
Przeprowadzona w tym czasie kontrola przez Najwyższą Izbę Kontroli stwierdziła fatalną sytuację kadrową. Akademia Obrony Narodowej w 2007 zatrudniała 56 profesorów i doktorów habilitowanych, w tym tylko 10 wojskowych, w Wojskowej Akademii Technicznej było ich odpowiednio 150 i 3, w Akademii Marynarki Wojennej – 50 i 13, w Wyższej Szkole Oficerskiej Sił Powietrznych – 15 i 7, a Wyższej Szkole Oficerskiej Wojsk Lądowych – 9 i 2. Łącznie we wszystkich uczelniach na 280  profesorów i doktorów habilitowanych było zaledwie 35 wojskowych. Pozostałą część kadry dydaktycznej stanowili cywilni pracownicy naukowo-dydaktyczni, w tym część emerytowanych wojskowych, zwłaszcza w akademiach. Sytuacja kadrowa w głównej mierze była rezultatem nieprzemyślanej etatyzacji wojska w 2002 i masowego zwalniania oficerów ze stopniami i tytułami naukowymi. Taki stan przekładał się na poziom działalności dydaktycznej i naukowej. W Wyższej Szkole Oficerskiej Wojsk Lądowych we Wrocławiu analiza wyników kształcenia wykazała niską średnią ocen podchorążych – 3,36. W przypadku absolwentów jednorocznego podyplomowego Studium Oficerskiego ich stopień przygotowania zawodowego oceniono zaledwie na 2,91. W Akademii Obrony Narodowej z 73 tematów prac naukowo-badawczych zrealizowano tylko 45, co stanowiło 61%.
W 2002, w związku z likwidacją korpusu chorążych, rozformowano wszystkie szkoły chorążych. W 2004 rozwiązano szkoły podchorążych rezerwy, które zastąpiono Kursami Szkolenia Rezerw. Zmniejszono też liczbę szkół podoficerskich z 10 do 8.
W grudniu 2010 z czterech podoficerskich szkół wojsk lądowych pozostała tylko jedna w Poznaniu. Rozwiązano też szkołę podoficerską Sił Powietrznych w Koszalinie. Spowodowało to zmniejszenie ogólnej liczby szkół podoficerskich z 8 do 4, które podporządkowano centrom szkolenia.

## Stan szkolnictwa wojskowego w 2010
Akademie wojskowe
- Akademia Obrony Narodowej – Warszawa
- Akademia Marynarki Wojennej – Gdynia
- Wojskowa Akademia Techniczna im. Jarosława Dąbrowskiego – Warszawa

Cywilna uczelnia kształcąca także specjalność wojskową.
- Wydział Wojskowo-Lekarski Uniwersytetu Medycznego – Łódź

Wyższe szkoły oficerskie
- Wyższa Szkoła Oficerska Wojsk Lądowych im. gen. Tadeusza Kościuszki – Wrocław
- Wyższa Szkoła Oficerska Sił Powietrznych – Dęblin

Podoficerskie szkoły zawodowe
- Szkoła Podoficerska Wojsk Lądowych – Wrocław
- Szkoła Podoficerska Wojsk Lądowych – Poznań
- Szkoła Podoficerska Wojsk Lądowych – Zegrze
- Szkoła Podoficerska Wojsk Lądowych – Toruń
- Szkoła Podoficerska Sił Powietrznych – Dęblin
- Szkoła Podoficerska Sił Powietrznych – Koszalin
- Szkoła Podoficerska Marynarki Wojennej – Ustka
- Szkoła Podoficerska Służb Medycznych – Łódź

Centra szkolenia
- Centrum Szkolenia Wojsk Lądowych im. Hetmana Polnego Koronnego Stefana Czarnieckiego – Poznań
- Centrum Szkolenia Wojsk Lądowych Drawsko – Oleszno
- Centrum Szkolenia Artylerii i Uzbrojenia im. gen. Józefa Bema – Toruń
- Centrum Szkolenia Wojsk Inżynieryjnych i Chemicznych – Wrocław
- Centrum Szkolenia Łączności i Informatyki – Zegrze
- Centrum Szkolenia Marynarki Wojennej im. wiceadm. Józefa Unruga – Ustka
- Centrum Szkolenia Sił Powietrznych im. Romualda Traugutta – Koszalin
- Centrum Szkolenia Wojskowych Służb Medycznych – Łódź
- Centrum Szkolenia na Potrzeby Sił Pokojowych – Kielce

Szkoły wojskowe dla małoletnich
- Ogólnokształcące Liceum Lotnicze im. F. Żwirki i S. Wigury w Dęblinie

## Plany rozwoju szkolnictwa wojskowego
W planach MON z 2010 r. przewidywano utrzymanie dotychczasowej liczby uczelni, przy czym Wyższą Szkołę Oficerską Wojsk Lądowych i Wyższą Szkołę Oficerską Sił Powietrznych planowano przekształcić odpowiednio w Akademię Wojsk Lądowych we Wrocławiu i Akademię Sił Powietrznych w Dęblinie. Oznaczało to rezygnację z utworzenia jednej silnej uczelni o randze uniwersytetu i pozostawienie wojskowego szkolnictwa wyższego na poziomie, jaki państwowe zawodowe uczelnie cywilne osiągnęły w latach 70 XX w. Funkcjonowanie 5 akademii wojskowych dla niespełna 100 tysięcznych Sił Zbrojnych RP i ich potrzeb na poziomie 500 oficerów młodszych rocznie stanowiłoby niewątpliwie ewenement w światowym szkolnictwie wojskowym.
Projekty Ministerstwa ON zostały zahamowane w marcu 2011 r. vetem prezydenta Bronisława Komorowskiego, który nie podpisał ustawy o utworzeniu Akademii Sił Powietrznych. W listopadzie 2011 r. w założeniach rozwoju SZ RP do 2022 r. uznano potrzebę konsolidacji szkolnictwa i utworzenie w miejsce istniejących 5 uczelni 1-2 uczelni wojskowych utworzonych na bazie  Wojskowej Akademii Technicznej i Akademii Obrony Narodowej. Ta druga, jako Akademia Bezpieczeństwa Narodowego ma kształcić kadry dla wszystkich służb zajmujących się bezpieczeństwem państwa. Pozostałe uczelnie wojskowe mają być przekształcone w ośrodki szkolenia poszczególnych rodzajów sił zbrojnych.

## Stan szkolnictwa wojskowego w 2022 r.

### System szkolnictwa wyższego i nauki
Szkoły doktorskie
- jedyną szkołą doktorską w strukturach Sił Zbrojnych RP w 2022 r. była Szkoła Doktorska Wojskowej Akademii Technicznej – Warszawa[6]

Komórki szkolenia w instytutach badawczych
- Zakład Badań Symulatorowych, Szkolenia i Treningu Lotniczo-Lekarskiego WIML – Warszawa[7]
- Centrum Kształcenia Podyplomowego WIM – Warszawa[8]
- Wydział Szkolenia WITU – Zielonka[9]

Uczelnie wojskowe i ich federacje oraz piony wojskowe uczelni cywilnych
- Federacja Akademii Wojskowych[10]
  - Akademia Marynarki Wojennej – Gdynia
  - Lotnicza Akademia Wojskowa – Dęblin
- Akademia Sztuki Wojennej – Warszawa
- Wojskowa Akademia Techniczna – Warszawa
- Akademia Wojsk Lądowych – Wrocław
  - w ramach etatu AWL: Kolegium Wojskowo-Lekarskie Uniwersytetu Medycznego – Łódź
  - w ramach etatu AWL: kurs kapelanów dla alumnów WMSD przy Akademii Katolickiej przeznaczonych dla potrzeb Ordynariatu Polowego (Warszawa)

Inne uczelnie
- Uczelnie Legii Akademickiej[11]

### System oświaty

#### Licea wojskowe
- Ogólnokształcące Liceum Lotnicze - Dęblin
- Wojskowe Ogólnokształcące Liceum Informatyczne - Warszawa

#### Inne szkoły ponadpodstawowe
- Oddziały przygotowania wojskowego szkół ponadpodstawowych[12]

### Pozostałe
Szkoły podoficerskie
- Szkoła Podoficerska Wojsk Lądowych – Poznań
- Szkoła Podoficerska Sił Powietrznych – Dęblin
- Szkoła Podoficerska Logistyki  – Grupa
- Szkoła Podoficerska Marynarki Wojennej – Ustka
- Szkoła Podoficerska SONDA - Zegrze
- Szkoła Podoficerska Żandarmerii Wojskowej – Mińsk Mazowiecki

Centra szkolenia
- Centrum Doktryn i Szkolenia SZ RP – Bydgoszcz
- Centrum Szkolenia Wojsk Specjalnych - Kraków
- Centrum Szkolenia Wojsk Lądowych Poznań – Poznań
- Centrum Szkolenia Wojsk Lądowych Drawsko – Oleszno
- Centrum Szkolenia Wojsk Inżynieryjnych i Chemicznych – Wrocław
- Centrum Szkolenia Łączności i Informatyki – Zegrze
- Centrum Szkolenia Artylerii i Uzbrojenia – Toruń
- Centrum Szkolenia Marynarki Wojennej – Ustka
- Centrum Szkolenia Sił Powietrznych – Koszalin
- Centrum Szkolenia Inżynieryjno-Lotniczego - Dęblin
- Centrum Szkolenia Żandarmerii Wojskowej - Mińsk Mazowiecki
- Centrum Szkolenia Logistyki - Grudziądz
- Centrum Szkolenia Wojsk Obrony Terytorialnej - Toruń
- Centrum Przygotowań do Misji Zagranicznych – Kielce
- Eksperckie Centrum Szkolenia Cyberbezpieczeństwa - Warszawa

Jednostki NATO
- Centrum Szkolenia Sił Połączonych - Bydgoszcz
- Centrum Eksperckie Kontrwywiadu - Kraków

Wybrane inne
- Wojskowe Centrum Kształcenia Medycznego - Łódź
- Ośrodek Szkolenia Służby Kontrwywiadu Wojskowego  - Skierniewice[13][14][15]
- Centrum Kształcenia Służby Wywiadu Wojskowego  - Janówek Pierwszy[16][17][18]
- Ośrodek Szkolenia Nurków i Płetwonurków Wojska Polskiego - Gdynia
- Ośrodek Szkolenia Poligonowego Wojsk Lądowych - Wędrzyn
- Ośrodek Szkolenia Żeglarskiego Marynarki Wojennej - Gdynia
- Centralny Poligon Sił Powietrznych - Ustka
- 21 Centralny Poligon Lotniczy  - Nadarzyce
- 4 Skrzydło Lotnictwa Szkolnego
  - 41 Baza Lotnictwa Szkolnego - Dęblin
  - 42 Baza Lotnictwa Szkolnego - Radom
  - Ośrodek Szkolenia Wysokościowo-Ratowniczego i Spadochronowego - Poznań-Krzesiny
- Wojskowy Ośrodek Szkoleniowo-Kondycyjny  - Zakopane
- Wojskowe Studium Nauczania Języków Obcych - Łódź

## Rekrutacja na studia w szkolnictwie wojskowym
MON 16 lutego 2023 r. wprowadził gruntowne zmiany w rekrutacji na studia oficerskie prowadzne przez akademie podległe resortowi. Do tej pory prowadzona była osobno przez działy rekrutacji każdej z uczelni. Zmiana polega na centralizacji rekrutacji studentów i wprowadzenie jej do zintegrowanego systemu rekruracji Wojska Polskiego. Nastąpiło to poprzez wprowadzenie konieczności wcześniejszej rekestraci kandydata w Portalu Rekrutacyjnym Wojska Polskiego oraz złożenie przez kandydata na studia oficerskie wniosku o przyjęcie do dobrowolnej zasadniczej służby wojskowej w wojskowym centrum rekrutacyjnym, adekwatnym do miejsca zamieszkania. Rekrutacja na studia cywilne prowadzone przez akademie wojskowe pozostała bez zmian. Odbywa się przez systemy rekrutacyjne poszczególnych uczelni.